# Silvia Martes
Silvia Martes (Eindhoven, 1985) is een Nederlands beeldend kunstenaar. Ze woont en werkt in Amsterdam.
Martes studeerde in 2013 af aan de Gerrit Rietveld Academie, met een Bachelor in Fine Arts. In 2019 en 2020 was ze resident aan de Rijksakademie van beeldende kunsten in Amsterdam. NRC selecteerde haar als een van de 101 meest veelbelovende talenten uit de Benelux in 2020. Silvia Martes won de Theodora Niemeijer Prijs in 2021 en werd in hetzelfde jaar genomineerd voor de Prix de Rome Beeldende Kunst. Recentelijk had ze solotentoonstellingen in museum De Pont in Tilburg (2021) en het Van Abbemuseum in Eindhoven (2022).

## Werk
Silvia Martes maakt experimentele korte films, waarbij ze niet alleen verantwoordelijk is voor narratief, script en regie, maar ook voor decor, cameravoering, licht, geluid en montage. Ze speelt vaak zelf in haar films. Martes' werk toont verwantschap met sciencefiction en surrealisme. Haar films vertellen geen chronologisch verhaal, maar zijn eerder collages die bestaan uit scènes die losjes en op intuïtieve wijze met elkaar verweven zijn. De interpretatie van haar films laat Martes aan de kijker. Voor haar werk laat ze zich inspireren door collectief menselijk gedrag. Sommige vervreemdende gebeurtenissen die centraal staan in haar werk vinden hun oorsprong in autobiografische ervaringen. Haar films spelen zich vaak af in de toekomst, wat voor Martes een manier is om tekortkomingen in het heden bloot te leggen.

#### The Revolutions That Did (Not) Happen
Voor haar solotentoonstelling in De Pont ontwikkelde Martes The Revolutions That Did (Not) Happen (2021). Deze film speelt zich af in het jaar 2085, een tijdperk waarin de sociale en politieke structuur van de samenleving ineengestort is als gevolg van talloze crises. De nieuwe maatschappij die ontstaat lijkt er een van gelijkwaardigheid, maar oogt een totalitaire staat waarin mensen monotone werkzaamheden verrichten en hun identiteit verkopen. Martes liet zich inspireren door de manier waarop menselijke individualiteit onder druk komt te staan door internet en sociale media.